# Генадиј Падалка
Генадиј Иванович Падалка (рус. Геннадий Иванович Падалка; рођен 21. јуна 1958. у Краснодару, СССР) је официр руског ратног ваздухопловства и космонаут Роскосмоса. Био је први на листи по укупном времену проведеном у свемиру – 28. јуна 2015. године у 21.42 УТЦ преузео је прво место од сународника Сергеја Крикаљова, који је до тада држао рекорд са 803 дана 9 сати и 39 минута. Након повратка са своје пете мисије у свемир Падалка је у свемиру укупно провео 878 дана, 11 сати и 31 минут. Овај рекорд оборио је његов колега Олег Кононенко у фебруару 2024. године. Један је од ретких космонаута који су у орбити боравили на две свемирске станице – Мир и Међународној свемирској станици.
Ожењен је и има три ћерке. Воли да иде у позориште, бави се падобранством и роњењем.

## Образовање и обука
Дипломирао је 1979. на Факултету за војну авијацију. Након дипломирања служио је као пилот у руском ваздухопловству где је стекао чин пуковника. Скупио је преко 1.500 часова лета на шест типова летелица као пилот прве класе руског ратног ваздухопловства. Поред тога, извео је преко 300 скокова падобраном као инструктор основне падобранске обуке. Такође је радио као еколошки инжењер у Унесковом центру за инструкције до 1994. године. Такође је истраживач у пројекту Напредно истраживање ултразвука у микрогравитацији (енгл. Advanced Diagnostic Ultrasound in Microgravity), који финансира америчка влада.

## Космонаутска каријера
Генадиј Падалка изабран је за космонаутског кандидата 1989. године, када је и почео са обуком у центру за обуку космонаута Јуриј Гагарин. Основну обуку прошао је у периоду од јуна 1989. до јануара 1991. године, након чега је добио звање тест-космонаута.

### Свемирска станица Мир
Падалка је заједно са космонаутом Сергејом Авдејевим полетео ка станици Мир летелицом Сојуз ТМ-28, 13. августа 1998. године. По спајању са станицом они су постали део Експедиције 26, чији је главни задатак био поправка система станице који су одржавали оптималне услове за живот космонаута, као и припрема станице за деорбитирање (контролисан пад из орбите и улазак у атмосферу), које ће се обавити након следеће Експедиције 27. Падалка и Авдејев су се 8. фебруара 1999. године у 11.23 УТЦ укрцали у своју летелицу Сојуз ТМ-28 и преместили је са -X порта за пристајање на +X порт модула Квант, са којим су се спојили у 11.39 УТЦ. Овим су ослободили први порт за пристајање следеће летелице Сојуз ТМ-29. Падалка се вратио на Земљу 28. фебруара 1999. године летелицом Сојуз ТМ-28. Одвајање од станице Мир догодило се 27. фебруара у 22.52 УТЦ, а капсула је слетела на степе Казахстана у 02.14 УТЦ. Падалка је током овог лета провео 198 дана и 16 сати у орбити.

### Међународна свемирска станица
Падалка је између јуна 1999. и јула 2000. године прошао обуку за управљање летелицом Сојуз ТМ, која је служила за транспорт чланова посаде до Међународне свемирске станице, на месту команданта летелице. Од августа 2000. до новембра 2001. године Падалка је тренирао за лет у свемир као део резервне посаде за Експедицију 4, у случају да из неког разлога примарна посада ове експедиције не буде могла да полети.

#### Експедиција 9
У марту 2002. године Генадиј Падалка је изабран за команданта посаде Експедиције 9 на Међународну свемирску станицу. Чланови ове посаде – Падалка, Мајкл Финк из агенције НАСА, и Андре Којперс из агенције ЕСА, полетели су летелицом Сојуз ТМА-4 са космодрома Бајконур у Казахстану, 19. априла 2004. године у 03.19 УТЦ. Након два дана у орбити, и неколико корекција орбиталне висине, летелица Сојуз сустигла је МСС и са њом се спојила 21. априла у 05.01 УТЦ. Посаду су дочекали чланови Експедиције 8 – Мајкл Фоале и Александар Калери. Након седам дана заједничког боравка на станици, током којих је претходна посада упознала нову са свим пословима и експериментима који су у току, Падалка је преузео команду, а Фоале и Калери су се одвојили од МСС и упутили ка Земљи. Током шестомесечног боравка на МСС, Падалка је радио на више експеримената из разних области, такође је радио на одржавању виталних система станице и учествовао у четири изласка у отворени свемир. Након шест месеци на МСС, Падалка је предао команду астроануту агенције НАСА Лироју Чаоу, а затим се укрцао у летелицу Сојуз ТМ-4 која се од МСС одвојила 23. октобра у 21.08 УТЦ. Летелица је слетела на степе Казахстана пар сати касније, 24. октобра 2004. године у 00.35 УТЦ. Падалка је током ове мисије провео 187 дана 21 минут и 17 секунди у свемиру, а уз то је акумулирао и 15 сати 45 минута и 22 секунде шетајући свемиром.

#### Експедиција 19/20
Падалка се вратио на Међународну свемирску станицу као командант Експедиција 19 и 20. Био је и командант летелице Сојуз ТМА-14 која је лансирана 26. марта 2009. године у 11.49.18 УТЦ, а спојила се са МСС два дана касније. Падалка је прво служио као командант трочлане посаде Експедиције 19, а затим је постао први командант шесточлане експедиције на МСС када су наредном летелицом Сојуз пристигла још три члана посаде. Тада је званично започела Експедиција 20, којом је такође командовао Падалка. На Земљу се вратио летелицом којом је и пристигао на станицу, а слетање се догодило у 04.32 УТЦ, 11. октобра 2009. године. Занимљиво је да је лого летелице Сојуз ТМА-14 био дизајниран од стране Ане Чибискове, рускиње старе 12 година из околине Москве, чији је цртеж победио на такмичењу које је спровела руска свемирска агенција. Друго место заузела је Кејтлин Рајли (11) из Њујорка, а треће Станислав Пјаткин (11) из Углегорска. Још један цртеж, који је насликао Рома Кузњецов (7) из Казахстана, одабрао је директор агенције Роскосмос Анатолиј Перминов. Сва четири детета су са својим породицама присуствовала лансирању летелице Сојуз ТМА-14 у Бајконуру.

#### Експедиција 31/32
У мају 2012. године Падалка се вратио на Међународну свемирску станицу по трећи пут. Служио је као летачки инжењер Експедиције 31, а затим је преузео команду од Олега Кононенка и служио као командант Експедиције 32. Полетео је летелицом Сојуз ТМА-04М, 15. маја 2012. у 03.01.23 УТЦ заједно са Сергејом Ревином и Џозефом Акабом из агенције НАСА. Спојили су се са МСС два дана касније, 17. маја у 04.36 УТЦ. Четири месеца касније, 17. септембра, се заједно са својим колегама Ревином и Акабом вратио на Земљу.

#### Експедиција 43/44
Падалка је одређен да се поново врати на МСС као летачки инжењер Експедиције 43 и командант Експедиције 44. Првобитно је планирано да ово место заузме космонаут Јуриј Лончахов, али је он 14. септембра 2013. године поднео оставку на место космонаута руске свемирске агенције и отишао да ради у компанији Гаспром. Падалка је 27. марта 2015. године полетео летелицом Сојуз ТМА-16М заједно са космонаутом Михаилом Корнијенком и астронаутом Скотом Келијем. Падалка ће се након шест месеци вратити на Земљу, док ће Корнијенко и Кели остати још шест месеци и комплетирати целу годину у орбити како би извршили истраживања утицаја бестежинског стања на људско тело. По завршетку ове мисије Падалка ће постати рекордер по укупном времену проведеном у свемиру. На дан 28. јуна 2015. године у 21.42 УТЦ Падалка је оборио стари рекорд Сергеја Крикаљова од 803 дана 9 сати и 39 минута, и тако преузео прво место на листи космонаута по кумулативном времену проведеном у свемиру. На овом подвигу честитало му је много колега космонаута из целог света путем друштвених мрежа.
Почетком септембра 2015. године на МСС је стигла летелица Сојуз TMA-18M са још три космонаута, тако да се број чланова посаде на кратко попео на девет. Падалка је неколико дана пре повратка на Земљу у краткој церемонији предао команду станицом Американцу Скоту Келију. На Земљу се вратио летелицом Сојуз ТМА-16М, 12. септембра 2015. године, након 168 дана 5 сати и 9 минута у орбити. Са овим је кумулативно током каријере у свемиру провео 878 дана 11 сати и 31 минут.
По завршетку ове мисије Падалка је изјавио да има жељу да и шести пут полети у орбиту и да том приликом пређе границу од 1.000 дана у свемиру. Међутим, у априлу 2017. године поднео је оставку, наводећи да је мала шанса да ће у скоријој будућности доћи на ред за лет у орбиту и да је уморан од беспослице у центру за космонауте.

### Шетње свемиром
До краја августа 2015. године Генадиј Падалка је учествовао у укупно десет излазака у отворени свемир (шетњи свемиром).
| Шетња  | Излазак у свемир  | Трајање шетње |
| ------ | ----------------- | ------------- |
| 1      | 15.09.1998, 20.00 | 30 мин        |
| 2      | 10.11.1998, 19.23 | 5 ч 54 мин    |
| 3      | 24.06.2004, 21.57 | 13 мин        |
| 4      | 30.06.2004, 21.19 | 5 ч 40 мин    |
| 5      | 03.08.2004, 06.58 | 4 ч 30 мин    |
| 6      | 03.09.2004, 16.53 | 5 ч 20 мин    |
| 7      | 05.06.2009, 07.52 | 4 ч 54 мин    |
| 8      | 10.06.2009, 06.55 | 12 мин        |
| 9      | 20.08.2012, 15.37 | 5 ч 51 мин    |
| 10     | 10.08.2015, 14.20 | 5 ч 31 мин    |
| Укупно | Укупно            | 38 ч 35 мин   |